# Bassus barbieri
Bassus barbieri är en stekelart som beskrevs av Simbolotti och Van Achterberg 1992. Bassus barbieri ingår i släktet Bassus och familjen bracksteklar. Inga underarter finns listade.